# Lucio Licinio Craso
Lucio Licinio Craso (latín Lucius Licinius L. F. Crassus; 140 a. C.-91 a. C.) fue un político romano que ocupó el cargo de cónsul de la República Romana. Craso Orator fue, junto a Marco Antonio Orator el mejor orador de su época, según Cicerón.

## Vida pública
Nació en el año 140 a. C., fue educado por su padre con el mayor cuidado, y recibió instrucción del célebre historiador y jurista Lucio Celio Antípatro.  A muy temprana edad comenzó a mostrar su capacidad de oratoria. En 119 a. C., a la edad de 21 años acusó a Cayo Carbón, un hombre que era odiado por el partido aristocrático al que Craso pertenecía. Valerio Máximo da un ejemplo de su conducta honorable en este caso. Cuando un esclavo de Carbón presentó a Craso una caja llena de papeles de su maestro, Craso la devolvió a Carbón con el sello intacto, junto con su esclavo encadenado. Carbón escapó a la condena mediante suicidio
En el año siguiente (118 a. C.) defendió la propuesta de ley de establecer una nueva colonia en Narbo en la Galia. La medida era rechazada por el Senado, que temía que debido a la asignación de tierras a ciudadanos más pobres, el aerarium sufriría por la disminución de las rentas del ager publicus, pero, en esta ocasión, Craso prefería la popularidad a su adhesión a la aristocracia y gracias a su elocuencia consiguió su aprobación siendo uno de los que fundó la colonia.
En 114 a. C., emprendió la defensa de una pariente, la vestal Licinia, que era acusada de incesto junto con otras dos vestales más, Marcia y Emilia, y en un primer juicio su cliente fue absuelta por Lucio Cecilio Metelo, Pontifex Maximus, y por todo el colegio de los pontífices. Pero en un segundo juicio, la energía puesta en su defensa no pudo prevalecer contra la severidad de L. Casio, que fue nombrado inquisidor por el pueblo con el propósito de revisar la sentencia indulgente, y Licinia fue condenada.

## Cursus Honorum
Después fue cuestor con Quinto Mucio Escévola con el que ejerció otras magistraturas (todas con excepción de tribunado de la plebe y la censura). En su cuestura viajó a través de Macedonia a Atenas a su regreso de Asia, que parece haber sido su provincia. En Asia habría escuchado las enseñanzas de Metrodoro de Escepsis, y en Atenas recibió clases de Carmades y otros filósofos y retóricos, pero no permaneció mucho tiempo en esa ciudad, debido a la negativa de los atenienses a repetir la solemnización de los misterios, que acontecieron dos días antes de su llegada.
A su regreso a Roma defendió a sus amigos, entre ellos a Sergio Orata acusado de apropiación de aguas públicas para sus cultivos de ostras. En 107 a. C. fue tribuno de la plebe.
En el año 106 a. C. apoyó la lex Servilia, promovida por el cónsul Quinto Servilio Cepión que privaba a los caballeros del nombramiento de jueces, que estaba en manos del orden senatorial. En 122 a. C., por la lex Sempronia de Cayo Graco, la judicia había sido trasladada desde el Senado a los équites. En 106 a. C. por la lex Servilia, estos privilegios fueron restaurados para el Senado. La lex Servilia de Cepión tuvo una existencia muy breve, pues cerca de 104 a. C., por la lex Servilia de C. Servilio Glaucia, la judicia se traspasó de nuevo a los caballeros. El discurso de Craso en favor de la lex Servilia de Cepión fue de notable poder y elocuencia Fue en este discurso, que atacó a Memmius que era un vigoroso oponente de la rogativa de Cepión.
En 103 a. C. fue edil curul junto con Quinto Mucio Escévola y celebró unos espléndidos juegos en los que se introdujo la lucha de leones.  Después fue pretor y augur.

## Consulado
Obtuvo el consulado en 95 a. C. Durante su consulado, Craso Orator y su colega consular Quinto Mucio Escévola aprobaron una ley, (la Lex Licinia Mucia de Civibus regundis) que obligaba a todos los ciudadanos que se hubieran inscrito en el censo desarrollado por los censores Marco Antonio Orator y Valerio Flaco sin poder demostrar esa ciudadanía (ese censo fue burdamente manipulado por los itálicos) a abandonar sus ciudades, además algunos serían azotados o se les confiscarían las propiedades. Cuando la ley se aprobó estalló la guerra Social.
Durante aquel año defendió a Quinto Servilio Cepión acusado de traición (majestas) por el tribuno Cayo Norbano, pero Cepión fue condenado.
Se apresuró en llegar a su provincia, la Galia Cisalpina, y explorar los Alpes en busca de enemigos, pero no encontró ninguna oposición y se limitó a someter a algunas pequeñas tribus. Por este éxito insignificante solicitó los honores de un triunfo, y tal vez su demanda hubiera sido concedida por el senado, si no es porque su colega Escévola se opuso a concederle tal honor. Con excepción de este hecho, su conducta en la administración de su provincia fue irreprochable.

## Censura
Participó en una de las causas privadas más célebres en los anales de la jurisprudencia romana como fue el pleito de herencia entre Marco Curio y Marco Coponio (93 a. C.) defendidos por Craso y por Quinto Escévola respectivamente y en el que Craso triunfó brillantemente.
En 92 a. C. fue elegido censor junto con Cneo Domicio Enobarbo y prohibió las escuelas de los llamados retóricos latinos.
Aunque los dos censores estuvieron de acuerdo en esta medida, el resto del período en el cargo lo pasaron en disputas y discordias, al ser ambos de caracteres y costumbres muy diferentes. Craso era aficionado a la elegancia y el lujo. Él tenía una casa en el Palatino, que, a pesar de que no superaba en magnificencia a la mansión de Q. Catulo en la misma colina, era notable por su tamaño, su mobiliario, y la belleza de sus adornos. Enobarbo, su colega, se horrorizaba ante este tipo de corrupción de las costumbres,
Poco antes de su muerte, habló a favor de Cn. Planco defendiéndolo de la acusación de M. Junio Bruto. La réplica exitosa de Craso fue registrada por Cicerón y Quintiliano
Su último discurso fue pronunciado en el senado en el año 91 a. C., contra Lucio Marcio Filipo, cónsul enemigo de los optimates. La vehemencia apasionada que puso en este hecho destrozó su salud y provocó una fiebre. Al cabo de siete días murió en su hogar.

## Descendencia
Craso Orator se casó con Mucia Escévola, hija menor del cónsul Quinto Mucio Escévola Augur con su esposa Lelia, hija del cónsul Cayo Lelio Sapiens, cónsul en el 141 a. C. Craso Orator tuvo dos hijas con Mucia.
- Licinia Crasa Maior, casada con el pretor Publio Cornelio Escipión Nasica, descendiente de Escipión el Africano y Publio Cornelio Escipión Nasica Córculo. De este matrimonio nació Quinto Cecilio Metelo Pío Escipión Nasica Corneliano
- Licinia Crasa Minor, casada con el cónsul Quinto Cecilio Metelo Pío, Pontifex Maximus y amigo íntimo de Lucio Cornelio Sila Félix. Metelo Pío era hijo de Quinto Cecilio Metelo el Numídico.

Según Plutarco y Cicerón, una de las Licinias estuvo brevemente casada con Cayo Mario. La esposa de Craso y sus hijas eran conocidas en Roma por la pureza de su latín.